# Jezraël
Jezraël, Jezrahel, Jezréel  ou Jizréel (hébreu : יזרעאל, Yizre'el, « semence de Dieu ») est une ancienne ville située sur la frontière du domaine de la tribu d'Issacar, puis appartenant au royaume d'Israël. Son site archéologique se situe de nos jours au sud de la vallée de Jezreel, en Israël.

## Présentation
La vue panoramique qu'offre le site vers le nord et l'est lui confère une importance stratégique au temps du royaume d'Israël, sur la route commerciale et militaire entre l'Égypte, la Syrie et la Mésopotamie.
La forteresse de Jezraël est édifiée au cours du IXe siècle av. J.-C., probablement sous le règne du roi Omri. Elle est active sous le règne du roi Achab et sa femme Jézabel, et celui de leur fils le roi Joram. Elle est détruite peu après, probablement par les Araméens, vers 840 av. J.-C..

### Récit biblique
Achinoam, épouse du roi David, est originaire de Jezraël. Selon le livre des Rois, le roi d'Israël Achab y établit sa capitale et son palais se situe à côté de la vigne de Naboth. 
Le général Jéhu tue le roi Joram à Jezraël d'une flèche dans le dos et fait jeter son corps dans le champ de Naboth, jadis tué et spolié par ses parents Achab et Jézabel. Il enjoint ensuite aux eunuques de Jézabel de la précipiter par la fenêtre du palais, ce qu'ils font. Le corps de la reine morte est abandonné un temps dans la rue, il est dévoré par les chiens qui ne laissent que le crâne, les pieds et la paume des mains.
Le général Jéhu devenu roi fait décapiter à Samarie les soixante-dix descendants d'Achab, leurs têtes lui sont envoyées et empilées devant Jezraël. Jéhu tue à Jezraël les derniers fidèles d'Achab.

## Galerie

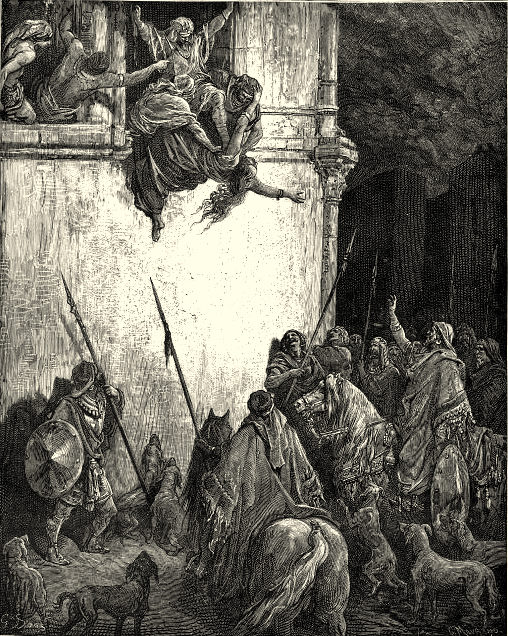
La défenestration de la reine Jézabel, illustrée par Gustave Doré
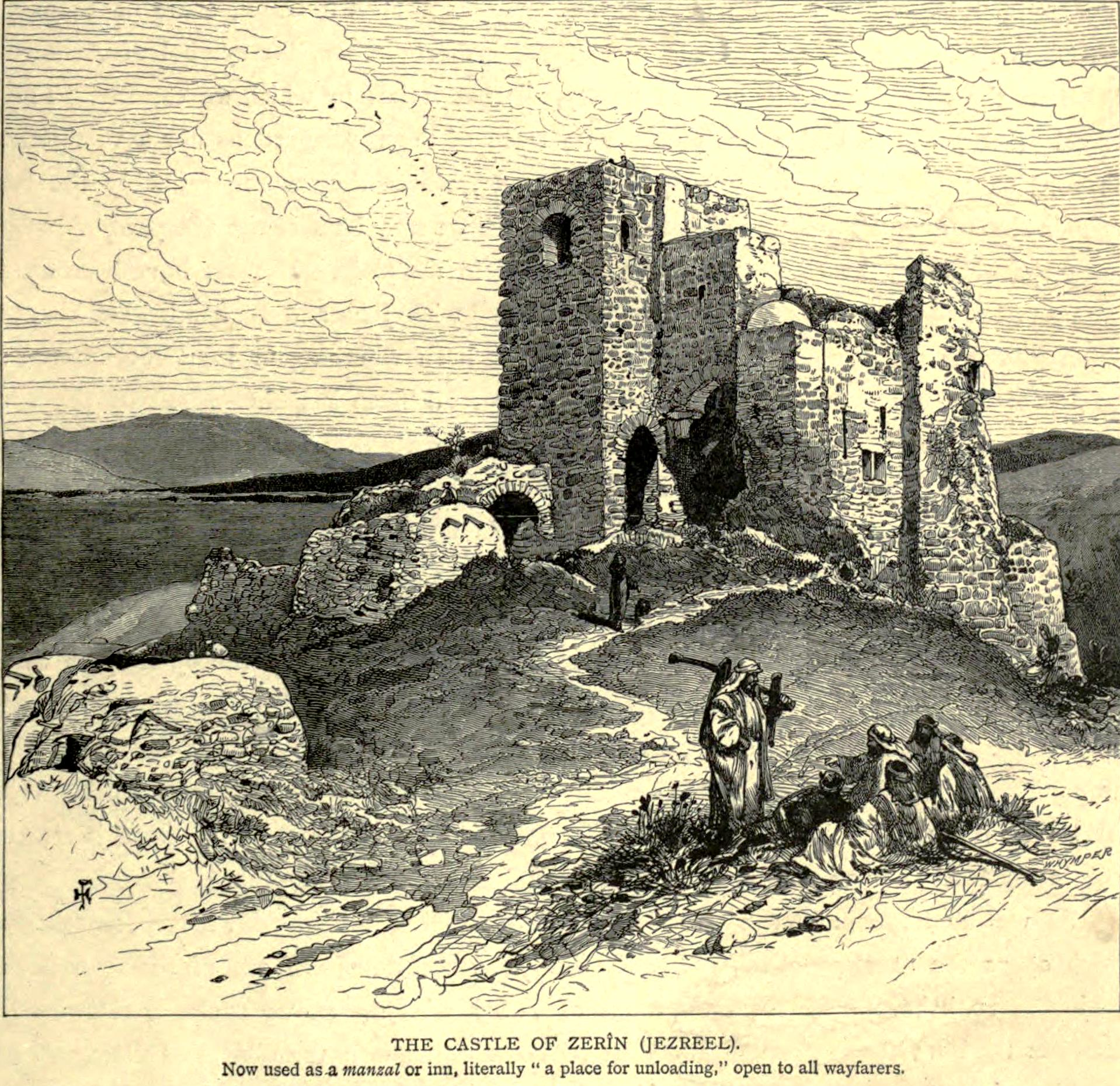
Les ruines de la forteresse de Jezraël, dans les années 1880.